# یاماناشی هانزو
یاماناشی هانزو(به ژاپنی: 山梨 半造) ژنرال ارتش شاهنشاهی ژاپن، وزیر جنگ و فرماندار کل کره از سال ۱۹۲۷ تا ۱۹۲۹ بود.